# Oxytropis barkolensis
Oxytropis barkolensis är en ärtväxtart som beskrevs av X.Y.Zhu, H.Ohashi och Y.B.Deng. Oxytropis barkolensis ingår i släktet klovedlar, och familjen ärtväxter. Inga underarter finns listade i Catalogue of Life.